# Systropus mucronatus
Systropus mucronatus är en tvåvingeart som först beskrevs av Günther Enderlein 1926.  Systropus mucronatus ingår i släktet Systropus och familjen svävflugor. Inga underarter finns listade i Catalogue of Life.